# Epilepia
Epilepia é um gênero de mariposa pertencente à família Crambidae.